# الأمين خان
عبدُ الرحمانِ خان، الذي عُرِفَ بالأمين، كان كاتب الدولة السابق بالحكومة الجزائرية المؤقتة والطبيب الرئيسي بالولاية الثانية التاريخية.

## سيرته
ولد سنة 1931 بمدينة القل وناضل بصفوف حركة انتصار الحريات الديمقراطية. وتابع الراحل دراسته في الطب بجامعة الجزائر، حينما أسس بمعية رفاقه سنة 1955 الاتحاد الوطني للطلبة المسلمين الجزائريين.
وكان من مناصري إضراب الطلبة الجزائريين 1956 ومحرر الإعلان عن الإضراب الذي تم تنظيمه بطلب من الرئيس السابق للحكومة الجزائرية المؤقتة، بن يوسف بن خدة.
ثم إلتحق بصفوف جيش التحرير الوطني حيث تم ترقيته إلى رتبة نقيب مكلف بالصحة.
وبعد استقلال الجزائر أكمل دراسته في مجال الطب وترأس هيئة تثمين الثروات الباطنية الجزائرية ثم ديوان التعاون الصناعي سنة 1966 قبل أن يعين وزيرا للأشغال العمومية.
وهو من حرر الإعلان عن إضراب الطلبة الجزائريين 1956 بطلب من الرئيس السابق للحكومة الجزائرية المؤقتة، بن يوسف بن خدة

### نص الإعلان
تمت الدعوة إلى إضراب الطلبة الجزائريين بعد الجرائم التي ألحقها الإستعمار الفرنسي في حق الطلبة والتضييقات في حق الاتحاد الوطني للطلبة الجزائريين، والإحساس بالإخلال بالمسؤولية اتجاه ثورة التحرير، ودعا الاتحاد إلى الإلتحاق بالجبال وبجيش التحرير الوطني وجبهة التحرير: «بعد اغتيال أخينا زدور بن القاسم من طرف الشرطة الفرنسية، وبعد الفتك بأخينا الكبير الطبيب ابن زرجب ... بينما يناضل شعبنا نضال الأبطال وتنتهك حريات أمهاتنا وزوجاتنا، وإخواننا، ويتساقط أولادنا، وشيوخنا، تحت رصاص الرشاشات ... فلنهجر مقاعد الجامعات ولنتوجه إلى الجبال والأوغار، ولنلتحق كافة بجيش التحرير الوطني وبمنظمته السياسية جبهة التحرير الوطني أيها الطلبة والمثقفون الجزائريون، أنرتد على أعقابنا والحال أن العالم ينظر إلينا، والوطن ينادينا والبلاد تدعونا إلى حياة العز، والبطولة، والمجد».
عند استقلال الجزائر، أكمل دراسته في مجال الطب وترأس هيئة تثمين الثروات الباطنية الجزائرية ثم ديوان التعاون الصناعي سنة 1966 قبل أن يعين وزيرا للأشغال العمومية.
كما تقلد منصب وزير للشباب في أول حكومة مؤقتة
ثم شغل منصب أمين عام لمنظمة الاوبب وبعدها رئيسا لمنظمة الأمم المتحدة للتنمية الصناعية (اليونيدو).

## وفاته
توفي يوم الاثنين 14 ديسمبر 2020 عن عمر ناهز 89 سنة
وشيعت جنازته يوم الثلاثاء بمقبرة كسير الباز بمدينة القل حضرتها السلطات المحلية المدنية والعسكرية  والأمين العام لوزارة المجاهدين، الذي قرأ الكلمة التأبينية  والأسرة الثورية  شخصيات سياسية ورفاق السلاح، إلى جانب حشد كبير من أبناء مدينة القل الذين أبو إلا حضور جنازة المتوفى، كان يسمى في القل بعبد الرحمان  وسمي بالأمين لكونه امين وصادق حسب ما تحدث كبار القل الذين يقولون أننا لم نشبع من وجهه حيث غادر القل وهو في اعز شباب بحيث  كان يدرس في قسنطينة ومنها توجه إلى الجزائر العاصمة، لمواصلة دراسته في الطب ثم التحق بصفوف  ثورة التحرير إلى غاية الاستقلال اين استقر بالجزائر العاصمة إلى أن وافته المنية.

### تعازي
- صالح قوجيل في برقية تعزية

الجزائر تفقد واحدا من الرعيل الأول لثورة التحرير
بعث رئيس مجلس الأمة بالنيابة السيد صالح قوجيل برقية تعزية اثر وفاة المجاهد عبد الرحمان خان مستذكرا مسيرته الحافلة عبر نضاله الطويل في الحركة الوطنية وفي الحكومة المؤقتة للثورة الجزائرية، حسب ما أفاد به يوم الثلاثاء بيان لذات المجلس.
```
وجاء في البرقية: “بتأثير شديد وحزن عميق تلقيت نبأ انتقال المغفور له الاخ المجاهد عبد الرحمان أو “سي لمين ” إلى وعفوه … إذ تفقد الجزائر اليوم واحدا من الرعيل الأول لثورة التحرير المجيدة المجاهد سي لمين تغمده المولى برحمته وأواه إلى جواره …فإننا نستذكر مسيرته الحافلة عبر نضاله الطويل في الحركة الوطنية وفي الحكومة المؤقتة للثورة الجزائرية وفي مختلف المسؤوليات والمهام التي طلب لها بعد استعادة السيادة الوطنية داخل الوطن وخارجة”.
```

وقد كان المتوفى “واحدا من المؤسسين الرواد للاتحاد العام للطلبة المسلمين الجزائريين وعنصرا بارزا فيه “حسب ما أكده رئيس مجلس الامة بالنيابة الذي أضاف قائلا ” وأمام قضاء الله وقدره لا أملك إلا التضرع للقدير الرحيم داعيا إياه أن يتغمده برحمته ويهيء له مقاما عاليا في جنته وينزله منزلا مباركا بين الابرار  والصديقين من عباده وحسن اولائك رفيقا كما اسأله أن ينزل الصبر والسلوان في قلوب اسرته الكريمة وذوي الافاضل ورفاق دربه ممن عرفوه”.
كما أعرب السيد قوجيل من جهة أخرى نيابة عن السيدات والسادة أعضاء مجلس الأمة وباسمه الخاص عن خالص العزاء وصادق المواساة وان يلهمهم منه صبرا وجميلا متمنيا للفقيد أن” ترقد روحه الطيبة وليغمره الخالق تعالى بالرحمة والغفران في رحاب جنة عرضها السموات والأرض”.
- الرئيس عبد المجيد تبون يعزي عائلة المجاهد والدبلوماسي عبد الرحمان خان

قدم رئيس الجمهورية، عبد المجيد تبون، الثلاثاء، تعازيه لعائلة المرحوم المجاهد، والوزير الأسبق عبد الرحمان خان المدعو سي لمين الذي وافته المنية أول أمس عن عمر ناهز 89 سنة.
و كتب الرئيس تبون على حسابه على تويتر “تلقيت ببالغ الحزن والأسى نبأ وفاة المجاهد والطبيب و الوزير الأسبق عبد الرحمان خان المدعو سي لمين”.
```
وأضاف رئيس الجمهورية قائلا “أتقدم لعائلة الفقيد ولرفقائه بتعازي الخالصة، وأصدق مشاعر المواساة، متضرعا لله عز وجل أن يسكنه فسيح جناته مع الصديقين والشهداء.
[
9
]
```

- عبد العزيز جراد يعزي عائلة المجاهد عبد الرحمان خان

بعث الوزير الأوّل عبد العزيز جراد برسالة تعزية إلى عائلة المجاهد عبد الرحمان خان المعروف بلمين خان.
ونشر الوزير الأوّل عبر صفحته على التويتر “يرحل عنا المجاهد عبد الرحمان خان المعروف بلمين خان”
جراد في تغريدته كتب عن المتوفى “المناضل في الحركة الطلابية في عهد الاستعمار وأحد مؤسسي الاتحاد العام للطلبة المسلمين الجزائريين”.
وتابع الوزير الأوّل بأن المتوفى لمين خان كان من “من منظمي إضراب الطلبة  في 19 ماي 1956.”
وإختتم عبد العزيز جراد “تعازي الخالصة لأسرة الراحل ورفقائه، وأدعو له بالرحمة والمغفرة ولأهله الصبر والسلوان.”
هذا وتوفي اليوم المجاهد عبد الرحمان خان والملقب بلمين خان عن عمر ناهز 89 سنة
وشغل المتوفى منصب كاتب الدولة بالحكومة المؤقتة والطبيب الرئيسي بالولاية التاريخية الثانية
المتوفى من مواليد سنة 1931 بمدينة القل بولاية سكيكدة درس الطب وتخرج من جاامعة الجزائر
المجاهد عبد الرحمان خان ناضل بصفوف حركة انتصار الحريات الديمقراطية وأسس رفقة رفاقه الاتحاد الوطني للطلبة المسلمين الجزائريين سنة 1955
شغل منصب كاتب الدولة بالحكومة الجزائرية المؤقتة والطبيب الرئيسي بالولاية الثانية التاريخية.